# Sidi M'Hamed Ou Marzouq
Sidi M Hamed Ou Marz (franska: Sidi M Hamed Ou Marz (CR), Sidi M Hamed Ou Marz (Commune Rurale), arabiska: سيدي لعروسي) är en kommun i Marocko.   Den ligger i provinsen Essaouira och regionen Marrakech-Safi, i den centrala delen av landet, 300 km sydväst om huvudstaden Rabat. Antalet invånare är 6 088.